# Televisão Santomense
Televisão Santomense (TVS) és una emissora de televisió pública de São Tomé i Príncipe.

## Situació
L'estació i les seves oficines es troben al barri de Fruta, a només un quilòmetre sud-sud-oest del centre de São Tomé. Durant molts anys, havia estat l'única cadena televisiva del país.
La xarxa és la retransmissora dels partits dels principals clubs de futbol de la primera divisió del Campionat de São Tomé i Príncipe de futbol, de la Taça Nacional de São Tomé e Príncipe, de la Lliga de Príncipe de futbol, la Taça Regional de Príncipe i la Taça Regional de São Tomé, així com la Super Taça de São Tomé e Príncipe. També transmet altres esports i recentment ha començat a retransmetre partits de la Copa del Món de Futbol